# 어설트 릴리
어설트 릴리(일본어: アサルトリリィ, Assault Lily)는 아존 인터내셔널과 아쿠스가 만든 일본의 혼합 미디어 프랜차이즈이다. 주로 어설트 릴리와 커스텀 릴리라는 두 가지 장난감 피규어 라인으로 구성된다. 이 시리즈는 '소녀'와 '무기'를 결합하는 것을 주제로 '참'(Charm)이라는 무기를 사용하여 '휴지'(Huge)라는 괴물과 싸워야 하는 '릴리'라는 10대 소녀들을 중심으로 전개된다. 두 편의 소설이 출판되었다. 첫 번째 작품(アサルトリリィ～一柳隊、出撃します！～)은 2015년 6월에 출시되었고, 두 번째 작품은 어설트 릴리 암즈(アサルトリリィ アームズ)라는 제목으로 출시되었다. 2017년 7월 개봉. 시리즈를 기반으로 한 3개의 연극도 공연됐다.
어설트 릴리 BOUQET(アサルトリリィ BOUQUET)라는 제목의 샤프트 (기업)의 애니메이션 TV 시리즈 각색판은 2020년 10월부터 12월까지 방영되었다. 어설트 릴리 프루츠라는 제목의 스핀오프 미니 애니메이션은 2021년 7월부터 2022년 1월까지 방영되었다.